# 中國特色估值體系
中國特色估值體系，简称中特估，是一個由中國證監會主席易會滿提出的概念，意思是透過發展符合中國國有企業特點的估值方法，以提高它們在金融市場的估值。

## 背景
中國國有企業在資本市場的估值普遍低於民營企業，不少國有企業上市公司的市盈率不足8倍，民營企業的平均市盈率是國有企業約3倍。根據上海證券交易所總經理蔡建春的說法，國有企業偏低的估值水平限制了它們利用資本市場融資的能力。
2022年11月21日，中國證券監督管理委員會主席易會滿在金融街論壇年會提出「探索建立具有中國特色的估值體系」。他表示，企業的估值反映了金融市場對上市公司的認可程度，國有企業既需要提升核心競爭力，還需要讓市場更好地認識企業的內在價值。2023年2月2日，易會滿於中2023年證監會系統工作會議再次提及建立中國特色估值體系，提出「逐步完善適應不同類型企業的估值定價邏輯和具有中國特色的估值體系」。
2023年6月8日，易會滿再表示將「完善綜合監管機制，推動上市公司提升治理能力、競爭能力、創新能力、抗風險能力、回報能力，以加強中特估的內在基礎。」

## 體系特點
上海證券交易所總經理蔡建春表示，經過一段時間的探討後，各方達成的基本共識是新的體系需要「深刻把握我國的產業發展特徵、體制機制特色、上市公司可持續發展能力等因素」。信達證券非銀金融行業首席分析師王舫朝認為，建構中國特色估值體系並不等於推翻成熟市場現有的估值方法，而是將具「中國特色」的因素納入考量，加入更多盈利以外的因素，例如國家戰略和社會責任。中泰證券亦認為新的估值體系需要結合國有企業的特點，才能扭轉當前國有企業在金融市場出現大幅「折價」的情況。

## 影響
中國特色估值體系被提出後，不少中國國有企業的股價在2023年年初錄得升幅。多個以投資中央企業為目標的ETF於2023年5月上市，上海證券交易所亦於5月11日舉辦交流會和會議，討論中國特色估值體系，以及介紹有關ETF。恒生指數有限公司亦於4月17日和5月22日推出「恒生中國央企指數」和「恒生港股通中國國資央企指數」，追蹤於香港上市的中央企業的表現。

## 評價
- 瑞聯銀行香港分行董事總經理王勇認為，國務院國有資產監督管理委員會在2023年1月提出以股本回報率取代淨利潤作為中央企業和國有企業管理層的考核標準是中國特色估值體系的兌現，有助提升它們的估值。[18]

- 《大公報》認為中國特色估值體系有助提高國有資產的價值，有助提高國有企業和地方政府的融資能力。[4]